# Dorians
Dorians (orm. Դորիանս) – ormiański zespół rockowy założony w 2008 roku przez Wahagna Geworgiana. 

## Historia

### Początki, pierwsze sukcesy
W maju 2009 zdobyli nagrodę w kategorii „Najlepszy Debiutant” na festiwalu Tashir Music Award w Moskwie. Po tym sukcesie w listopadzie 2010 zespół zagrał jeszcze kilka koncertów w stolicy Rosji. W tym samym roku zostali nominowani w kategorii „Najlepszy Ormiański Zespół Rockowy Roku” na gali „Armenian National Music Award”. W 2011 roku wygrali zarówno w kategorii „Najlepszy Ormiański Zespół Rockowy Roku”, jak również „Najlepszy Teledysk” i „Najlepszy Wokalista Roku”. 
W tym samym roku wydali swoją debiutancką płytę „Fly”. W sierpniu 2011 wystąpili jako support Serja Tankiana na koncercie w Erywaniu. We wrześniu 2012 odbyły się ich dwa koncerty – jeden w stolicy Armenii (10.09), drugi w Stepanakercie (13.09).

### Konkurs Piosenki Eurowizji
W lutym 2009 zespół wystąpił w krajowych eliminacjach do Eurowizji, co przyniosło im popularność.
W 2012 roku zespół został wybrany wewnętrznie przez armeńską telewizję publiczną ARMTV na reprezentanta kraju podczas Konkursu Piosenki Eurowizji 2013, który odbył się w szwedzkim Malmö. Zespół zaprezentował się wraz z piosenką „Lonely Planet” napisaną przez Tony'ego Iommi w drugim półfinale konkursu. Zajął 7. miejsce z 69 punktami na koncie i awansował do finału, gdzie zakończył rywalizację na 18. miejscu.

## Dyskografia

### Single
- 2013 – „Lonely Planet”

### Albumy
- 2011 – Fly

## Członkowie zespołu
- Gorr Sudżian – wokalista[13]
- Gagik Chodawirdi – gitarzysta
- Arman Pahlewanjan – klawiszowiec
- Edgar Sahakjan – basista
- Arman Dżalaljan – perkusista